# Hana Librová
Hana Librová (* 26. listopadu 1943 Brno), rozená Nechutová, je česká bioložka, socioložka a environmentalistka. Odborně se zabývá především environmentálními souvislostmi životního způsobu/životního stylu a hodnotovými řešeními ekologických otázek. Dle vlastních slov ji velmi ovlivnila Milena Rychnovská. Je sestrou klasické filoložky Jany Nechutové; je vdaná, má dceru.

## Život
V roce 1967 absolvovala biologii na Přírodovědecké fakultě Univerzity J. E. Purkyně v Brně (později Masarykovy univerzity) a nastoupila jako technička v Algologické laboratoři Mikrobiologického ústavu ČSAV v Třeboni. Od roku 1968 pracovala na Katedře sociologie Filozofické fakulty UJEP. Byla zapojena do Ekologické sekce Biologické společnosti při ČSAV, v níž se formovala ideová environmentalistická opozice. Zde poznala Bedřicha Moldana, Josefa Vavrouška, Emila Hadače, Václava Mezřického anebo Igora Míchala.
Od roku 1997 profesorka sociologie. Roku 1998 založila studijní obor Humanitní environmentalistika a následně v 1999 Katedru environmentálních studií Fakulty sociálních studií Masarykovy univerzity, kterou do roku 2003 vedla.
V roce 1998 jí Nadace Charty 77 udělila Cenu Josefa Vavrouška. Roku 2004 získala Cenu ministra životního prostředí za celoživotní výzkumnou a popularizační práci v oblasti ekologicky příznivého životního způsobu. Popularizační úsilí věnuje především časopisům Respekt, Vesmír a Sedmá generace. V roce 2009 obdržela Medaili Ministerstva školství 1. stupně a roku 2010 byla nominována na cenu Milady Paulové. Časopis A2 zařadil v roce 2020 její knihu Pestří a zelení do českého literárního kánonu po roce 1989, tedy do výběru nejdůležitějších českých knih v období třiceti let od sametové revoluce.
V roce 2004 byla nominována na Cenu předsedy Grantové agentury ČR za řešení badatelského projektu Trvale udržitelný způsob život jako marginální a jako perspektivní fenomén.
Je členkou vědecké rady Fakulty sociálních studií a Filozofické fakulty Masarykovy univerzity a předsedkyní oborové komise oboru Humanitní environmentalistika. Dále je kupříkladu členkou čestného předsednictva Společnosti pro trvale udržitelný život.

## Ocenění
- Cena Josefa Vavrouška (1998)
- Cena města Brna (2015)
- Řád Tomáše Garrigua Masaryka II. třídy  (2023)[3]

## Publikace

### Knihy
- Sociální potřeba a hodnota krajiny. Brno: Spisy FF UJEP, 1987, 135 s.
- Láska ke krajině?, Brno: Blok, 1988, 168 s.
- Pestří a zelení. Kapitoly o dobrovolné skromnosti, Brno: Hnutí Duha a Veronica, 1994, 218 s. ISBN 80-85368-18-8
- Vlažní a váhaví: Kapitoly o ekologickém luxusu. Brno: Doplněk, 2003, 320 s. ISBN 80-7239-149-6
- Věrní a rozumní: kapitoly o ekologické zpozdilosti. Brno: Munipress, 2016, 328 s. ISBN 978-80-210-8454-4 (váz.), ISBN 978-80-210-8412-4 (brož.). (spoluautoři: Vojtěch Pelikán, Lucie Galčanová, Lukáš Kala)

### Články
- The Disparate Roots of Voluntary Modesty. Environmental values, 1999, No. 3, pp. 369-379. ISSN 0963-2719
- Proč chráníme přírodu?: Dvakrát na obhajobu ochránců přírody. Vesmír, 2005, č. 3, s. 171-177. ISSN 1214-4029